# 歐洲各共同體法令（廢除）法令草案系列
《歐洲各共同體法令（廢除）法令草案》（英語：European Communities Act 1972 (Repeal) Bills）指英國國會的兩條議員私人法案，均旨在廢除《1972年歐洲各共同體法令》，結束英國的欧洲联盟成員國會籍。

## 第一條法案
第一條法案由著名疑歐派保守黨克拉克頓議員道格拉斯·卡斯威在入歐四十週年前夕提交，並在2012年6月20日獲首讀。同年10月26日法案展開二讀，但法案未獲得執政保守黨的支持。法案辯論半小時後結束，及後沒有任何進展，繼而在會期結束時自動失效。本法案亦是首次有私人草案是由網民投票揀選。
外界批評法令草案未有提出在獲通過後舉行任何公投，確定英方退出歐盟。

## 第二條法案
第二條法案都是由著名疑歐派保守派基特靈議員菲利普·赫羅伯在彭博演說五個月後提交，草案名稱與一年前動議的一模一樣，並在2013年6月20日獲首讀。不過因為下議院當時正審議獲時任首相卡梅倫支持的《2013－14年歐洲聯盟（公投）法案》，令此法案甚至未能獲二讀。